# Руди Колак
Руди Колак (Горњи Рибник, 4. новембар 1918 — Београд, 22. децембар 2004) био је правник, учесник Народноослободилачке борбе, друштвено политички радник СФР Југославије и СР Босне и Херцеговине и јунак социјалистичког рада.

## Биографија
Рођен је 4. новембра 1918. године у Горњем Рибнику. Завршио је Правни факултет у Београду. Тада се прикључио левичарском студентском покрету.
Члан Комунистичке партије Југославије постао је 1940. године. Био је члан Месног комитета КПЈ у Бањој Луци, због чега га је Суд за заштиту државе осудио због револуционарне делатности.
Године 1941. прикључио се Народноослободилачкој борби. У току рата, био је на разним партијским дужностима у партизанским јединицама.
После ослобођења, био је члан Владе Босне и Херцеговине и председник Извршног већа Народне скупштине Босне и Херцеговине од 1965. до 1967. године.
Био је члан Централног комитета КП БиХ од 1948. до 1951. године. На Седмом конгресу изабран је у Централни комитет СКЈ, а на Петом пленуму за члана Председништва ЦК СКЈ. Биран је за члана Савезног одбора Социјалистичког савеза радног народа Југославије и члана Савезног одбора СУБНОР-а.
Више пута је биран за посланика Савезне скупштине Југославије, а од 1967. до 1969. године био је потпредседник Савезног извршног већа. Био је председник Савеза бораца НОР-а од 1986. до 1987. године.
Умро је 22. децембра 2004. године у Београду.
Носилац је Партизанске споменице 1941, Ордена јунака социјалистичког рада, Ордена за храброст, Ордена братства и јединства првог реда, Ордена заслуга за народ првог реда, Ордена рада првог реда и других југословенских и страних одликовања.